# エルネスト・セディージョ
エルネスト・セディージョ・ポンセ・デ・レオン（Ernesto Zedillo Ponce de León, 1951年12月27日 - ）は、メキシコの政治家。イェール大学グローバリゼーション研究センター所長、核不拡散・核軍縮に関する国際委員会委員。
教育大臣、大統領（第54代）などを歴任した。

## 来歴

### 大統領就任前
与党制度的革命党（PRI）に所属し、教育大臣などを務めていた。当時、大統領候補として挙がっていたコロシオ幹事長が暗殺されたことを受けて、急遽大統領候補に指名され当選した。

### 大統領在任中
1994年から2000年までメキシコの大統領を務めた。大統領在任中には、これまで現職大統領が後継者を指名していた「デタソ」を廃止した。それに代わって党内予備選挙を導入するなど、制度的革命党の改革を積極的に進めてきた。
また、1980年代からの流れである民主化を進め、制度革命党と国家との分離を行い、法の支配を徹底させた。長年の懸案だった財政問題にも取り組み、財政健全化を目指した。1997年の議会中間選挙では制度革命党が結成以来初めて過半数を割り込んだことで、セディージョは与野党間の調整役として奔走することとなった。
改革の成果もあり政権後半を通じ支持率は比較的高かったが、2000年の大統領選挙で国民行動党（PAN）のビセンテ・フォックスが大統領に当選し、制度的革命党は初めて下野することになった。

### 大統領退任後
現在はアメリカ合衆国のイェール大学にて、グローバリゼーション研究センター所長を務めている。また、オーストラリア首相のケビン・ラッドと当時内閣総理大臣だった福田康夫により「核不拡散・核軍縮に関する国際委員会」が設立されると、セディージョは同委員会の委員に就任し、核兵器の削減など国際問題に対して提言を続けている。